# イルビエント
イルビエント(Illbient) は電子音楽のジャンルの一つ。 この言葉はDJ Olive(英語版)によって、1994年にニューヨークのブルックリン区のウィリアムスバーグを拠点としたアーティストコミュニティが作っていた音楽を説明するために使われだしたといわれる。
「イルビエント」という言葉はヒップホップのスラングである「イル<ill>」と「アンビエント」を組み合わせた言葉である。ニューヨークを中心とするイルビエントは、文化の多様性と周囲の汚れた衰退の両方を表現することを目的とした、明確かつ意識的に都会的な形式の電子音楽である。

## 特徴
イルビエントには様々なバリエーションがあるが、この音楽はダブのような何層にも重ねた音響、ヒップホップのようなサンプリングの使用と、世界中のグルーヴや電子音楽ジャンルのビートプログラミングへの革新的なアプローチによって特徴づけられる。

## 主なアーティスト
- Byzar (英語版)[1]
- DJ Olive (英語版)
- DJ Spooky (英語版)[1]
- Soundlab[2]
- Sub Dub[1]
- We (英語版)[1]